# Reprodutibilidade
A reprodutibilidade de uma experiência científica é uma das condições que permitem incluir no processo de progresso do conhecimento científico as observações realizadas durante a experiência. Essa condição origina-se no princípio de que não se pode tirar conclusões senão de um evento bem descrito, que aconteceu várias vezes, provocado por pessoas distintas. Essa condição permite se livrar de efeitos aleatórios que podem afetar os resultados, de erros de julgamento ou de manipulações por parte dos cientistas.
O critério de reprodutibilidade é uma das condições com que o filósofo Karl Popper discerne o caráter científico de um estudo. Criacionistas e críticos da ciência, por vezes, aﬁrmam que ocorrências como o Big Bang, origem da vida e evolução das espécies não são reproduzíveis, e consequentemente, as teorias que explicam esses fatos, não seriam científicas. Em contrapartida, muitos meios pelos quais ocorreram ou levaram à tais acontecimentos são reproduzíveis: Muitos estudos publicados em revistas científicas apontam sobre a reprodutibilidade da evolução, por exemplo, como também, muitas outras pesquisas mostram a formação de novos planetas.
Para todas as ciências experimentais, as probabilidades fornecem um modelo matemático que explica a variabilidade dos resultados.

## Observação e reprodutibilidade
Um fenômeno é observado. Depois, é registrado e classificado na categoria de observável.
Pode existir uma lista comprida de fenômenos alegadamente "observados" que não se reproduziram. Mas a lista dos fenômenos observados de forma reprodutível é mais comprida ainda e constitui a base das ciências.
A ciência interessa-se sobretudo aos fenômenos que se reproduzem, e o ideal é de poder reproduzi-los à vontade. Um fenômeno que se pode reproduzir à vontade se torna um fenômeno reprodutível no sentido científico.
Se bem que alguns fenômenos (exemplo: a atividade solar) não sejam controláveis, a sua observação permite formular regras de evolução no tempo: a periodicidade, ou uma evolução no tempo, é um fenômeno reprodutível no sentido em que se pode prever; é previsível no sentido da evolução temporal.
Todos os homens são mortais, sou um homem, portanto sou mortal. O homem é mortal, e a ciência, até hoje, não observou nenhum ser vivo que seja imortal. A regra observada, portanto, é: qualquer ser vivo é mortal. O imortal está no domínio do não-observado. Contudo, não está excluído que no futuro exista imortalidade; até hoje, não foi observada.
A ciência funciona tirando de observações reprodutíveis "leis" ou "princípios" cuja principal propriedade é que são verdadeiros enquanto nenhuma observação provar o contrário.